# Ver.di-Literaturpreis Berlin-Brandenburg
Der ver.di Literaturpreis Berlin-Brandenburg wird seit 2004 alljährlich von der deutschen Gewerkschaft ver.di vergeben, wobei im Wechsel ein veröffentlichtes Werk in den Gattungen Prosa, Lyrik und Kinder- und Jugendbuch ausgezeichnet wird. Ausgeschrieben für Autoren aus Berlin und Brandenburg, ist der Preis mit 3000 Euro dotiert (Stand 2019).
Der Jury gehörten in den letzten Jahren die ver.di-Landesbezirksleiterin von Berlin-Brandenburg Susanne Stumpenhusen sowie jedes Jahr zwei andere Schriftsteller bzw. Schriftstellerinnen an.
2005 und 2015 wurden keine Werke ausgezeichnet, 2006 und 2008 mussten sich jeweils zwei Werke das Preisgeld teilen.
2013 wurde erstmals im Rahmen der Verleihung des ver.di Literaturpreises auch ein ver.di Literatur-Ehrenpreis ausgelobt.

## Preisträger